# ローリング・ストーンズ (小惑星)
ローリング・ストーンズ (19383 Rolling Stones) は小惑星帯の小惑星である。フランスのコートダジュール天文台とドイツ航空宇宙センターの共同プロジェクト、OCA-DLR小惑星サーベイで発見された。
イギリス・ロンドンのロックバンド、ローリング・ストーンズから命名された。